# Honda ST 1100 Pan European
Die Honda ST 1100 Pan European ist ein Motorrad von Honda Motor Co., Ltd. Die Tourenmaschine wurde weltweit unter anderem als Einsatzmotorrad bei Polizei, Notärzten und Feuerwehren genutzt.
In Deutschland hat Honda etwa 8.400 Motorräder dieses Typs verkauft. Anfang 2016 waren davon in Deutschland nach der Bestandsstatistik des Kraftfahrt-Bundesamtes noch 2.757 Stück zugelassen.

## Entwicklung und Modellgeschichte
Das Motorrad wurde in Deutschland im Honda Research and Development Center in Offenbach unter dem Projektnamen Transeuropa als Konkurrenz zur BMW K 100 LT (Luxus Tourer) entwickelt und zuerst nur in Japan, später auch in Honda-Werken in Europa gebaut. Als Vorgabe forderte Honda von den Entwicklern hohe Reichweite, perfekten Wetterschutz und Komfort sowie ein integriertes serienmäßiges Gepäcksystem, das zwei Integralhelme fasst, dazu sichere Fahreigenschaften bei voller Beladung und Höchstgeschwindigkeit auf Autobahnen, verbunden mit handlichem Fahrverhalten und absoluter Zuverlässigkeit. Die Entwicklungsabteilung in Offenbach entwarf, angelehnt an die großen V2-Reisemaschinen von Moto Guzzi, ein Motorrad mit Kardanantrieb und neu entwickeltem, längs eingebautem V4-Motor, hohem und breitem Windschutz und vollständig geschlossenen Seitenverkleidungen mit integrierten 35-Liter-Koffern.

### Markteinführung
1990 brachte Honda die ST 1100 (Sport Touring 1100), in Europa versehen mit dem Beinamen Pan European, auf den Markt. Ab 1992 war gegen Aufpreis von 2.500 DM ein Antiblockiersystem mit Traktionskontrolle (TCS) lieferbar. Ab 1993 reduzierte Honda die Leistung von 100 auf 98 PS, um eine günstigere Versicherungseinstufung zu erreichen.

### Überarbeitung
Ab 1996 gab es eine Verkleidungsscheibe mit Schlitzen zur Verringerung des Sogs hinter der Scheibe, neue Seitenverkleidungen und auf Wunsch vieler Behörden, die das Motorrad mit Funk und Signaleinrichtungen betrieben, eine stärkere 480-Watt-Lichtmaschine, dazu 43-mm-Standrohre für die Teleskopgabel, einen breiteren Vorderreifen (120/70 ZR 18 statt 110/80 V 18) bei gleichbleibendem Lenkkopfwinkel (63 Grad) und Nachlauf (100 mm). Der Hinterradreifen blieb in der Dimension gleich (160/70 ZR 17), wurde jedoch wie der Vorderradreifen auf Radialbauweise umgerüstet. Die ABS-Version erhielt das bereits 1993 in der CBR 1000 F eingeführte DUAL-CBS-Verbundbremssystem.

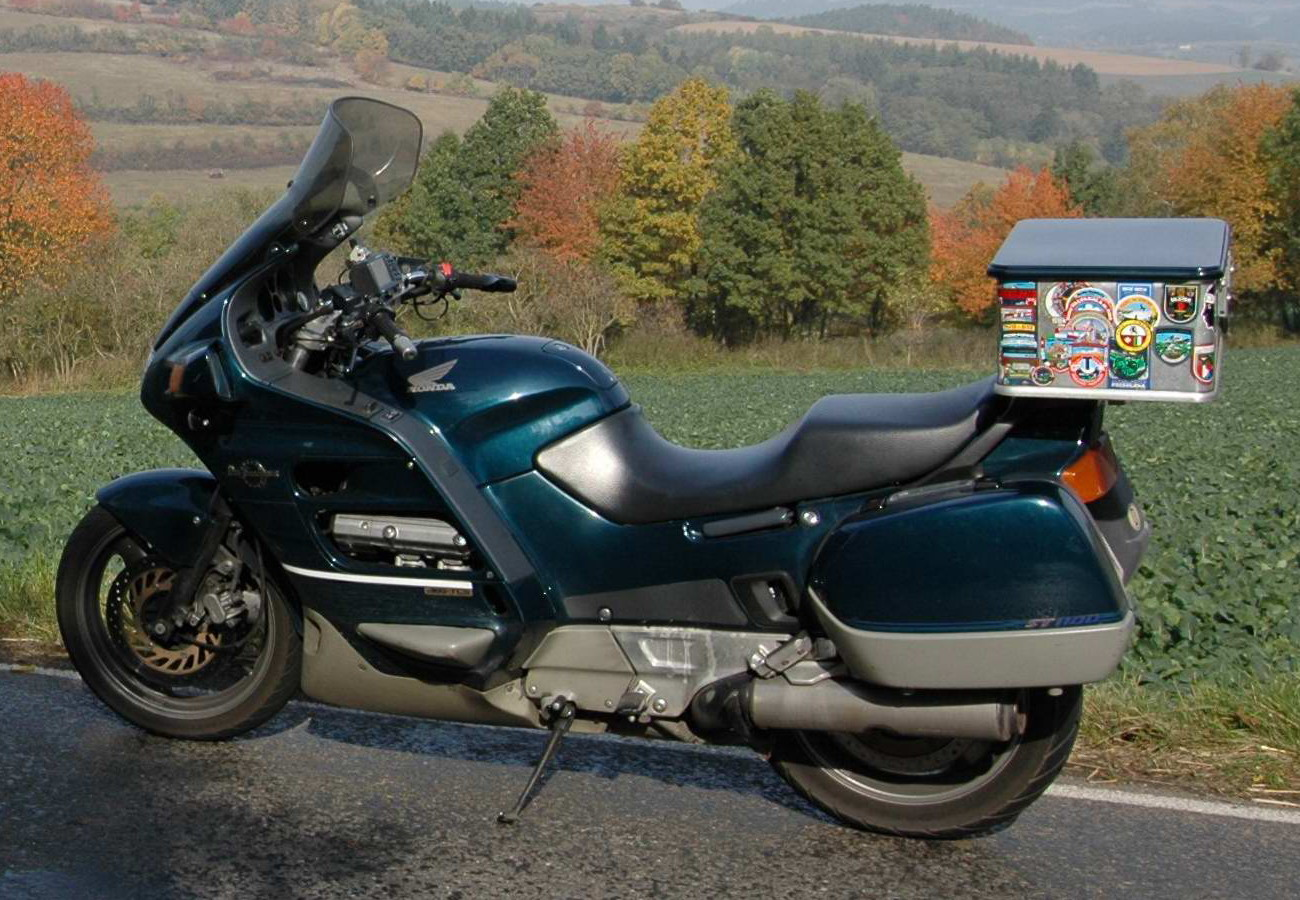
Modell 1994
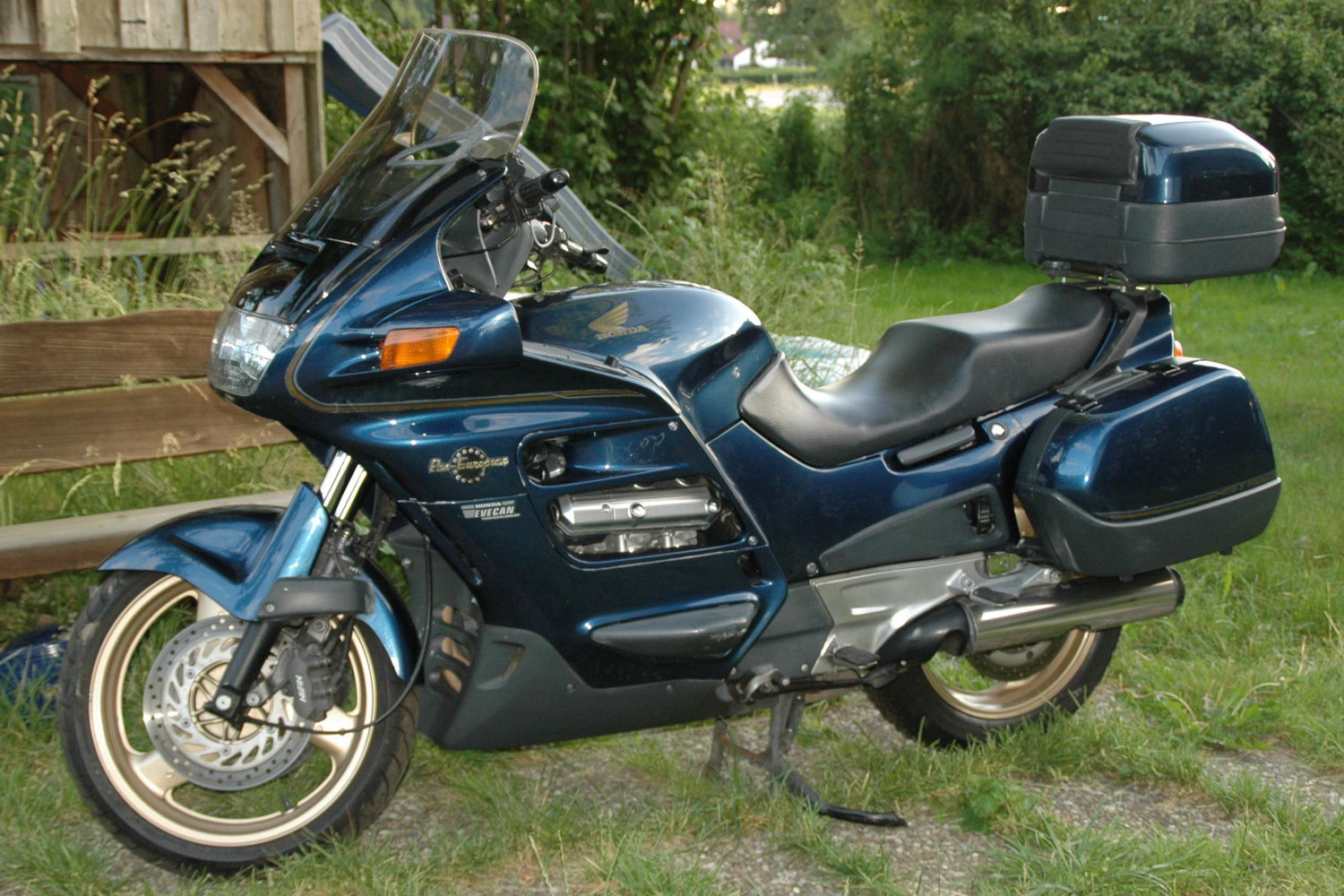
Modell 2001
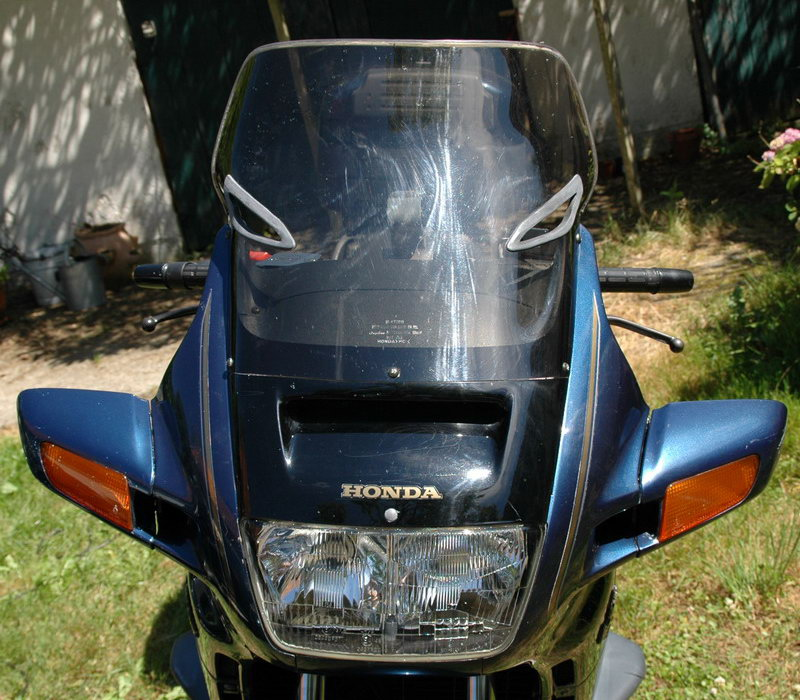
Neue gelochte Scheibe
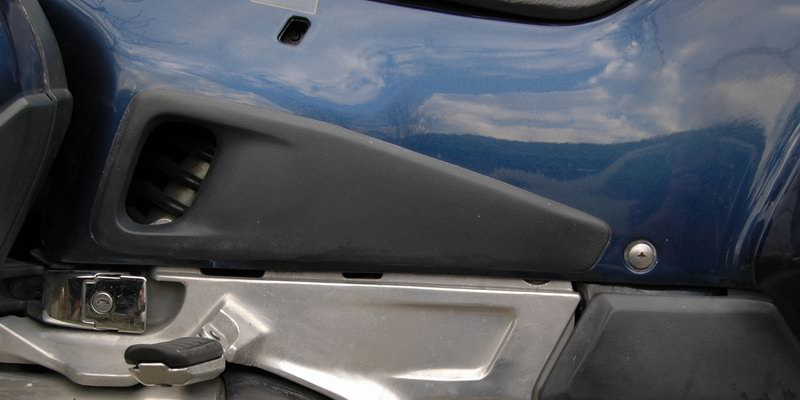
Neue Seitenverkleidung

### Nachfolge ST1300
Das Motorrad wurde von 1990 bis 2002 gebaut und 2003 von der ST1300 Pan European abgelöst, die Honda auf der Intermot in München im September 2002 vorstellte. Dieses Modell konnte aber wegen Fahrwerksschwächen nicht an den Erfolg der ST 1100 anknüpfen.

## Technik und Sicherheit
| Honda ST 1100 (1990–2002) | Daten                                        |
| Motor                     | 4-Zylinder-Viertakt 90°-V-Motor              |
| Hubraum                   | 1085 cm³                                     |
| Bohrung × Hub             | 73 × 64,5 mm                                 |
| Verdichtung               | 1 : 10                                       |
| Leistung bei 1/min        | 72 kW (98 PS) bei 7500                       |
| Vergaser                  | Gleichdruck 31,6 mm Durchlass                |
| Kühlung                   | Wasserkühlung (mit elektr. Ventilator)       |
| Getriebe                  | 5-Gang-Getriebe mit Fußschaltung             |
| Kupplung                  | Mehrscheibenkupplung im Ölbad                |
| Rahmen                    | Doppelschleifen-Stahlrohrrahmen              |
| Bremse vorne              | Doppelscheibenbremse, Ø 296 mm               |
| Bremse hinten             | Scheibenbremse, Ø 296 mm                     |
| Antiblockiersystem        | optionales ABS mit Traktionskontrolle        |
| Federung vorn             | Teleskopgabel, Ø 43 mm, hydraulisch gedämpft |
| Federung hinten           | einzelnes Teleskopfederbein rechts           |
| Radstand                  | 1555 mm                                      |
| Gesamtlänge               | 2285 mm                                      |
| Gesamtbreite              | 900 mm                                       |
| Lenkerbreite              | 780 mm                                       |
| Sitzhöhe                  | 800 mm                                       |
| Sitzbanklänge             | 690 mm                                       |
| Reifengröße vorne         | 120/70 ZR 18                                 |
| Reifengröße hinten        | 160/70 ZR 17                                 |
| Eigengewicht              | 318 kg                                       |
| Zul. Gesamtgewicht        | 517 kg                                       |
| Tankinhalt                | 28 Liter                                     |
| Normverbrauch             | 6,5 l/100 km (Normalbenzin)                  |
| Höchstgeschwindigkeit     | 216 km/h                                     |

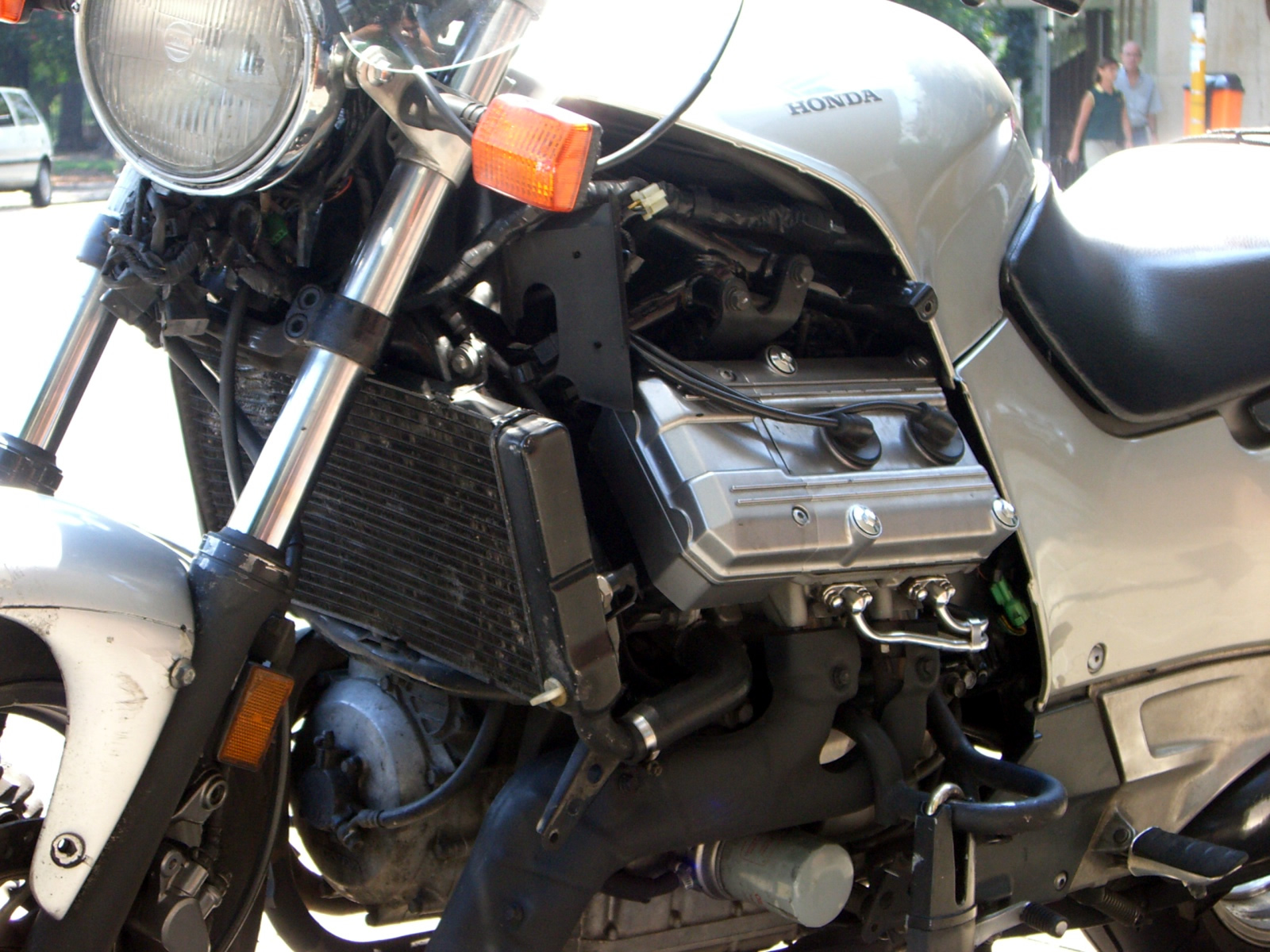
Motor ohne Verkleidung

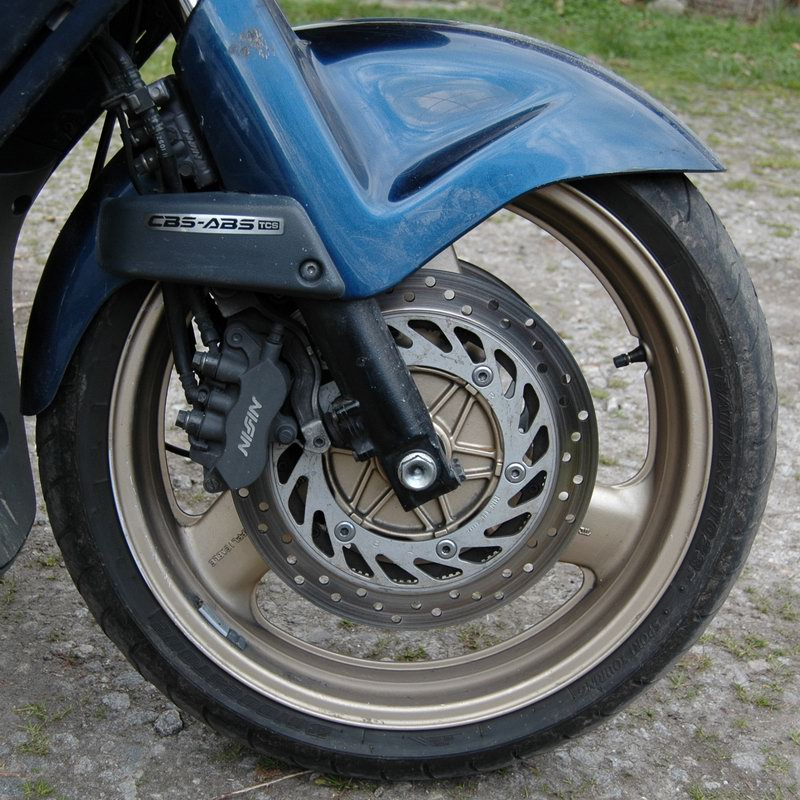
CBS-ABS ab 1996

Der nach dem Vorbild von Moto Guzzi längs und sehr tief eingebaute 90°-V4-Motor ermöglicht einen Kardanantrieb ohne Umlenkgetriebe und macht das Motorrad handlicher als mit quer eingebautem Motor, da das Kreiselmoment der mit hoher Drehzahl rotierenden Kurbelwelle den Schräglagenänderungen nicht entgegenwirkt. Außerdem rotiert die Kupplung gegenläufig zur Kurbelwelle, um das guzzitypische Kippmoment beim Gasgeben zu verringern. Der Motor ist flüssigkeitsgekühlt, hat vier Ventile pro Zylinder und vier Vergaser. Der Kühler wird durch einen elektrischen Ventilator unterstützt, der sich bei hohen Temperaturen über einen Temperaturregler zuschaltet. Der Verbrauch liegt bei etwa 6,5 Liter Normalbenzin für 100 km bei Autobahnrichtgeschwindigkeit 130 km/h, unabhängig von der Beladung.
Der V-Motor zieht schon ab 1000 Umdrehungen ruckelfrei mit wenig Drehmoment, was das Motorrad auf Fahrten bei nasser Fahrbahn leicht beherrschbar macht. Wo bei anderen Motorrädern der Tank montiert ist, sitzt bei der ST 1100 ein großer Luftfilter aus dem Pkw-Bereich, der große Stahlblechtank liegt schwerpunktgünstig im Rahmendreieck unter der Sitzbank und ermöglicht auf Landstraßen Reichweiten von über 500 km. Der Doppelscheinwerfer ist mittels Handrad aus dem Cockpit höhenverstellbar, in Deutschland durfte ab Werk aber nur einer der beiden Abblendscheinwerfer leuchten. Die Schwinge stützt sich auf ein verstellbares Federbein rechts.
Schon das ABS der ersten Generation enthielt mit dem TCS (Traction Control System) eine Antriebsschlupfregelung, 15 Jahre, bevor sie BMW 2007 in der K 1200 GT als Neuheit für sich in Anspruch nahm. Ab 1996 integrierte Honda die bei Moto Guzzi bewährte Verbundbremse, die beim Tritt auf das Bremspedal beide Räder verzögerte, in sein DUAL-ABS-CBS (Combined Brake System). Bei diesem System werden über Drei-Kolben-Bremszangen immer beide Räder gebremst, auch wenn der Fahrer nur den Hand- oder Fußbremshebel betätigt.

## Design und Komfort
Die ausladende Verkleidung mit den als Windschutz für die Hände integrierten Spiegeln bietet dem Fahrer und Beifahrer Schutz vor Wind und Regen. Sturzgefährdete Unterseiten von Verkleidung und Koffern sind nicht lackiert, sondern waren bei der ersten Serie hellgrau durchgefärbt und ab 1996 dunkelgrau. Serienmäßig hat das Motorrad zwei Sturzbügel, die sich unter zwei grauen Flügeln links und rechts an der Verkleidung verbergen und bei einem Sturz Schäden an der mehrteiligen Verkleidung gering halten sollen. Außerdem erleichtern sie es dem Fahrer, eine auf der Seite liegende Maschine wieder aufzurichten. Die zwei Spiegel klappen bei Stürzen ein, die lackierten Spiegelgehäuse sind mit Druckknöpfen befestigt und hängen nach Kontakt mit Hindernissen unverlierbar an Sicherungsbändern.
Manche Motorradfahrer bezeichnen die Pan European als Auto auf zwei Rädern und bemängeln das hohe Gewicht. Durch den längs eingebauten V-Motor wird der ST 1100 ein einfaches Fahrverhalten nachgesagt. Der vierte Gang reicht bis 205 km/h und der fünfte Gang dient als Overdrive zur Drehzahlsenkung. Bei 200 km/h beträgt die Motordrehzahl nur 6500/min. Die lange und breite Sitzbank ermöglicht Fahrer und Beifahrer auch auf sehr langen Tagesetappen über 1000 km eine bequeme Sitzposition. Die Zuladung ist mit 200 kg im Gegensatz zu vielen anderen Tourern ausreichend für zwei Erwachsene mit Schutzkleidung und Gepäck.
Ab Werk wurden Griffheizung, ein Topcase in zwei Größen, Verbreiterungen der Verkleidung und Spiegelaufsätze als zusätzlicher Windschutz für die Hände angeboten. Der Tourenlenker von Magura und eine höhere Verkleidungsscheibe können die Ergonomie der ST für besonders kleine oder große Fahrer noch verbessern. In den meisten Modelljahren wurde die ST 1100 in zwei neuen Farben angeboten.

## Praxistauglichkeit und Langlebigkeit
Das hohe Gewicht der ST 1100 von 318 kg ohne und noch 9 kg mehr mit ABS macht sich beim Rangieren im Stand deutlich bemerkbar. Mit einem ausklappbaren Handgriff unter der linken Sitzbankkante kann das Motorrad aber auch von kleinen Personen auf dem Hauptständer aufgebockt werden. Sobald das Motorrad fährt, spürt der Fahrer das Gewicht nicht mehr, die Bremsen verzögern sehr gut und die Beschleunigung ist mit 4,3 Sekunden auf 100 km/h angegeben. Die Inspektionsintervalle betragen 12.000 km; der Zahnriemen aus dem Honda Accord muss alle 100.000 km gewechselt werden.
Die Dauertester der Zeitschrift MOTORRAD, die mit ihrer Testmaschine in zwei Jahren 100.000 km fuhren und das Motorrad danach zerlegten, fanden dabei kein einziges Teil, das ersetzt werden musste, und bemängelten während der zwei Jahre lediglich ein defektes Lenkkopf- und ein defektes vorderes Radlager. Das deckt sich mit den Erfahrungen von Behörden und Tourenfahrern im ST Owners Club (STOC) und ist ein Grund für die hohen Preise, die für Motorräder auch mit sechsstelligen Laufleistungen auf dem Gebrauchtmarkt bezahlt werden.

## Preise und Vermarktung
Die ST 1100 kostete 1990 knapp 21.000 Mark. Damit platzierte Honda sie neben der Gold Wing und den K-Modellen von BMW im Spitzensegment der teuersten Motorräder am Markt. Mit dem ABS-TCS verkaufte Honda die ST ab 1992 für fast 25.000 Mark. Die zweite Version ab 1996 kostete mit CBS-ABS fast 27.000 Mark.

## Konkurrenz und vergleichbare Tourer
Als Sporttourer mit vergleichbarer Charakteristik waren 1990 die Kawasaki GTR1000 und die BMW K 100 LT auf dem Markt. Yamahas FJ 1200 und die Suzuki GSX 1100 F boten weder Kardanantrieb noch gleichwertigen Wetterschutz, Hondas eigene Gold Wing, die Harley-Davidson Electra Glide, Yamahas XVZ 13 T und die Kawasaki Z 1300 Voyager sprachen als komfortbetonte und noch schwerere Luxustourer eine andere Zielgruppe an. Im 1994er Vergleichstest der Zeitschrift Motorrad belegte die ST 1100 den ersten Platz vor BMW K 1100 RS, Yamaha GTS 1000 und Triumph Trophy 1200. Die zweite Version der ST ab 1996 konkurrierte mit der BMW R 1100 RT und die Fachpresse attestierte der Honda ST 1100 in diesem Segment wieder die Spitzenposition beziehungsweise sah sie gleichauf mit der BMW.
Als kleinere und leichtere Variante der Pan European brachte Honda 1998 die Deauville mit 650 cm³ Hubraum, 41 kW (56 PS) und Kardanantrieb auf den Markt. Diese V2-Tourenmaschine mit Verkleidung und voll integrierten Koffern wurde 2006 überarbeitet und bis 2012 als NT700V Deauville gebaut.

## Einsatzbereich

### Gespannbetrieb
Wegen des schon bei niedrigen Drehzahlen kräftigen Motors – auf dem Prüfstand wurden 118 Nm bei 4900/min ermittelt – und der hohen mechanischen Standfestigkeit wurde die Pan European von vielen Gespannbauern als Zugmaschine eingesetzt. Eine Besonderheit ist der für die ST 1100 zugelassene EZS-Flexit-Seitenwagen, der sich analog zur Zugmaschine in die Kurven legt, ein zentral unter dem Boot angeordnetes Seitenwagenrad hat und dem Fahrer anders als konventionelle Gespanne das Kurvenverhalten eines normalen Motorrades bietet. Normale Schwenker-Seitenwagen von Kalich oder ARMEC können an der ST wegen des vor dem Hinterrad liegenden Sammlers der Abgasanlage nicht montiert werden. EZS bietet neben Seitenwagen auch eine Anhängerkupplung für die ST 1100 an.

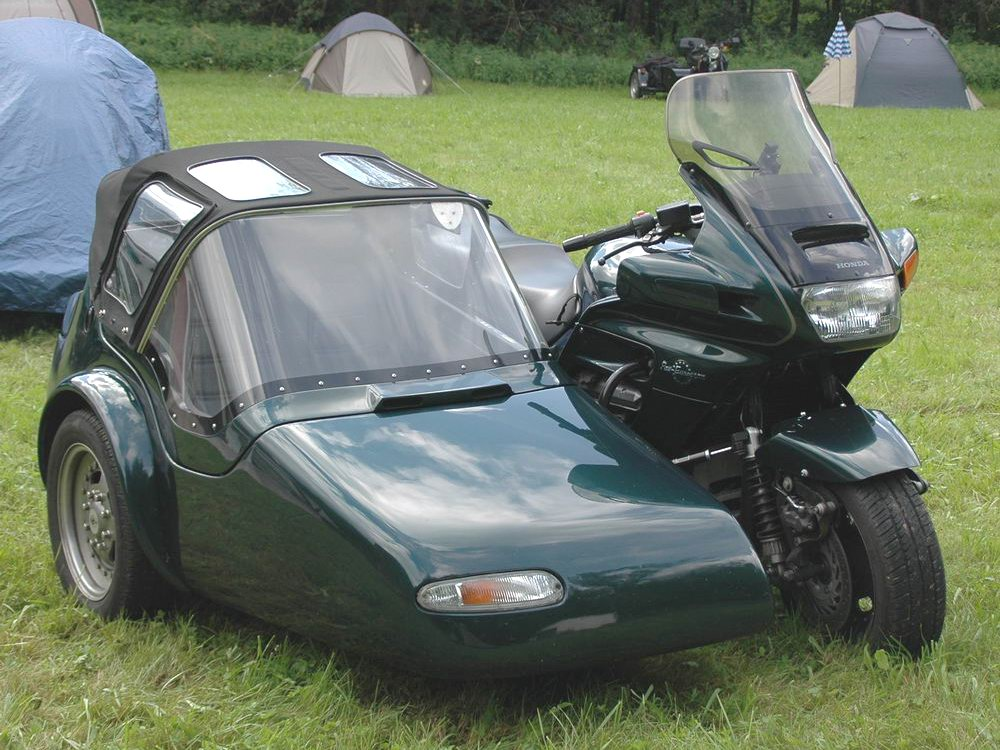
Seitenwagen
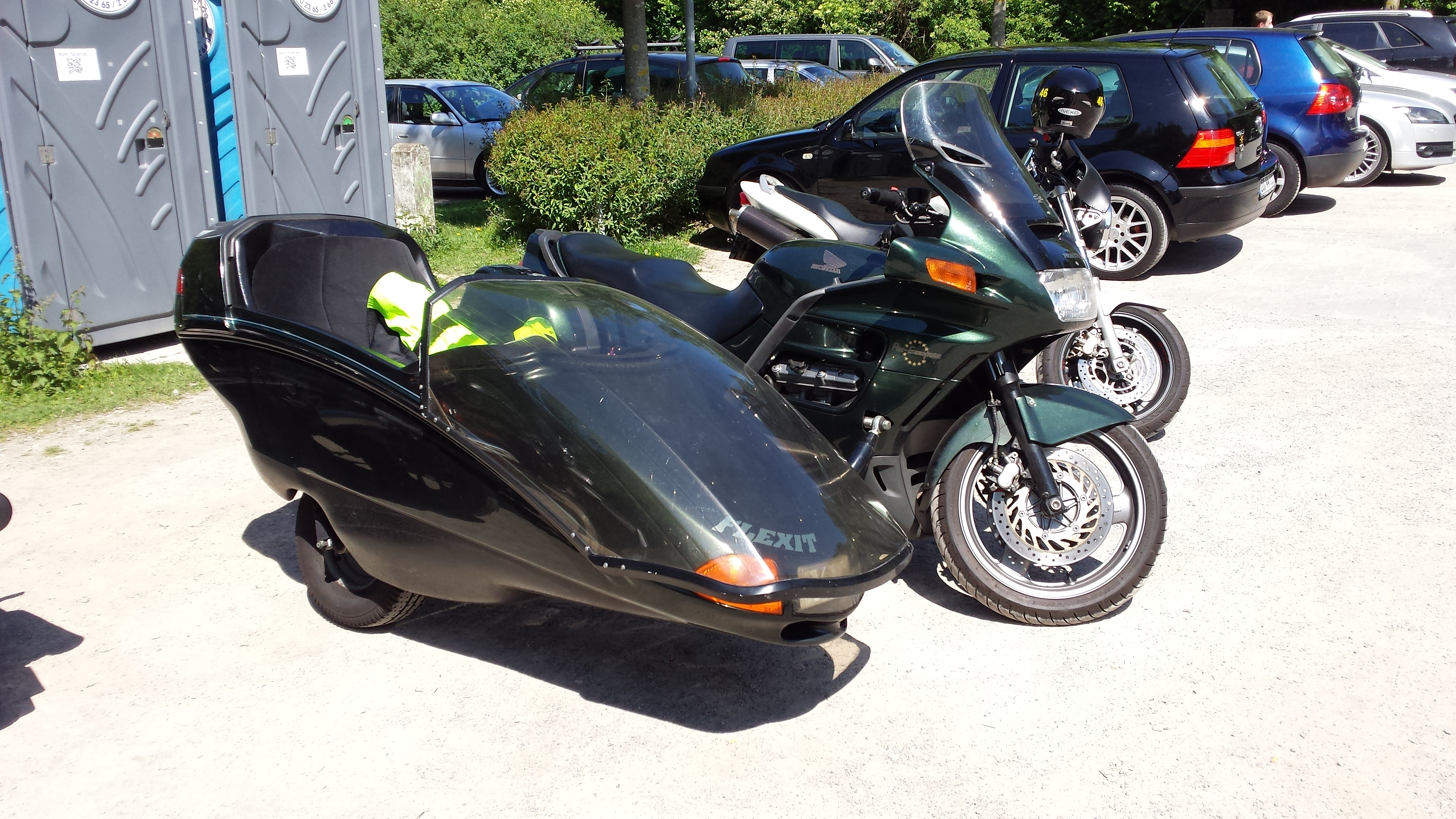
EZS Flexit
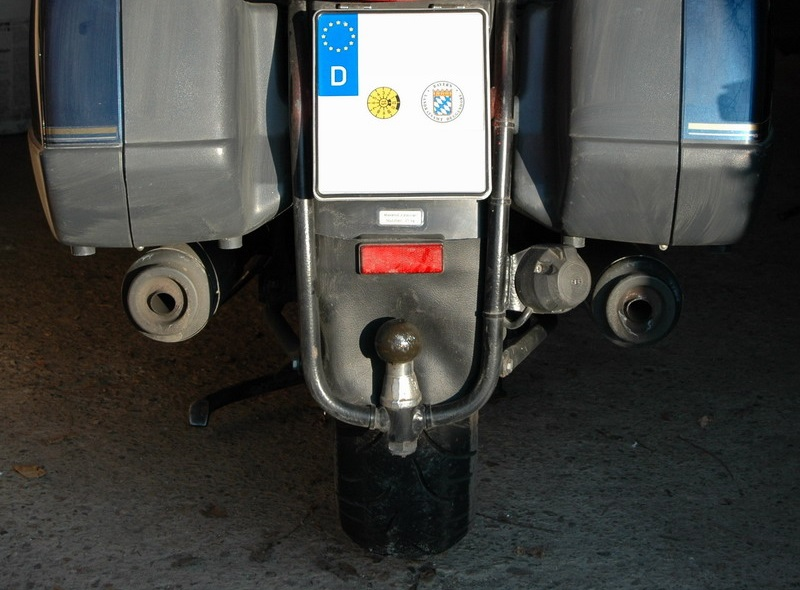
EZS Anhängerkupplung
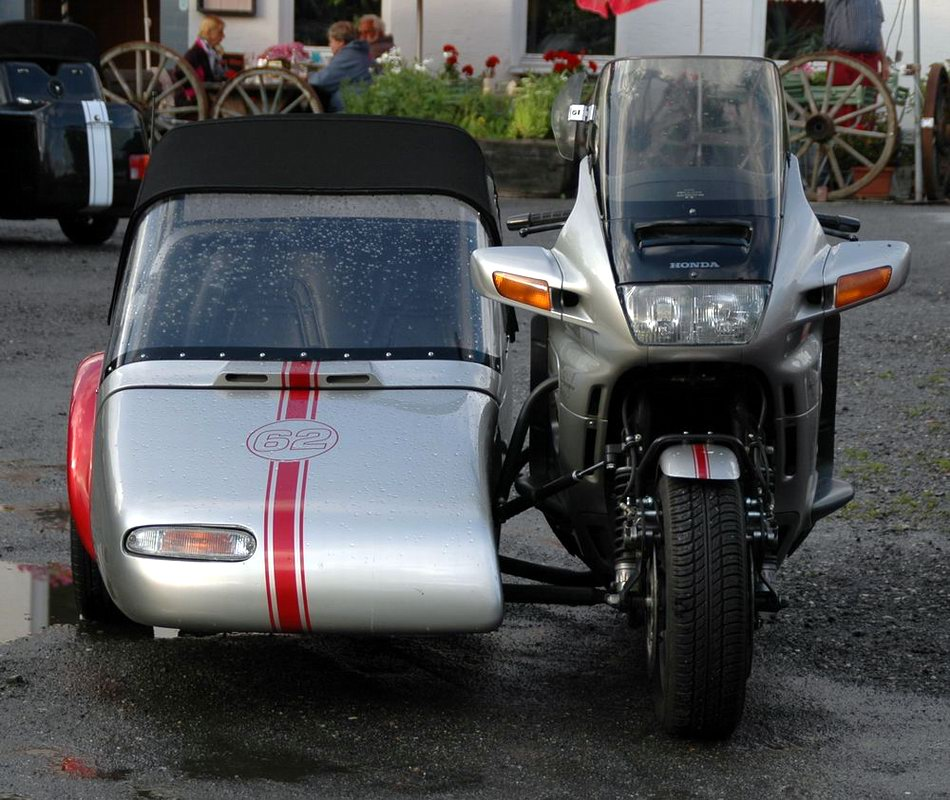
ST 1100 Gespann

### Behördenmotorrad
Durch die bequeme Sitzposition, das einfache Handling und den langlebigen Motor siegte die ST 1100 in vielen Behörden-Ausschreibungen weltweit gegen den Marktführer BMW und wurde unter anderem in den Niederlanden, Großbritannien, Österreich, Frankreich, Australien und Neuseeland als Einsatzmotorrad für Polizei, Feuerwehr und Notärzte angeschafft.

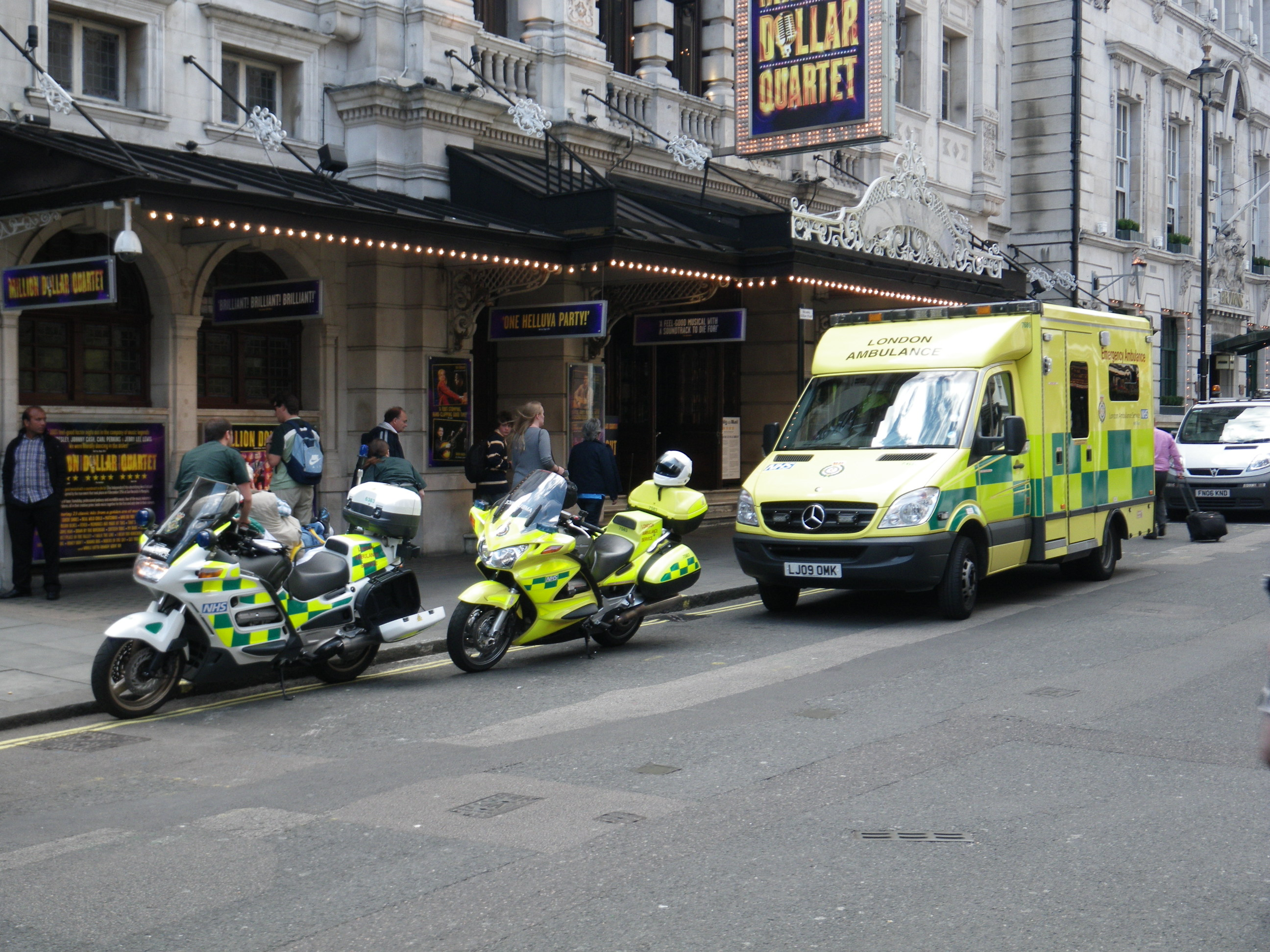
Notarzt in London
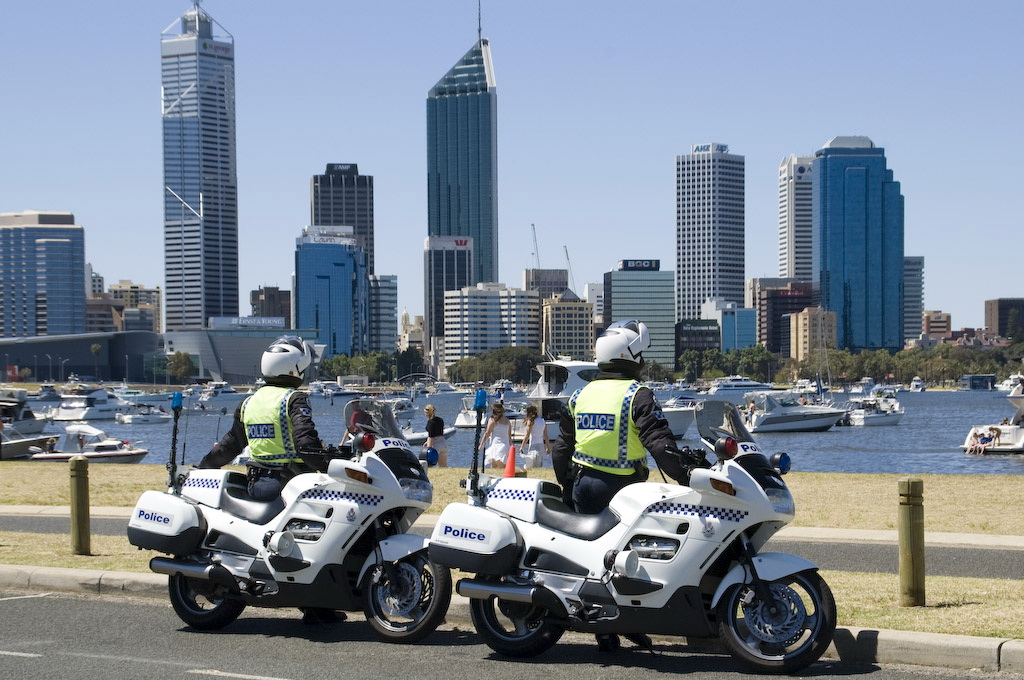
Polizei in Perth
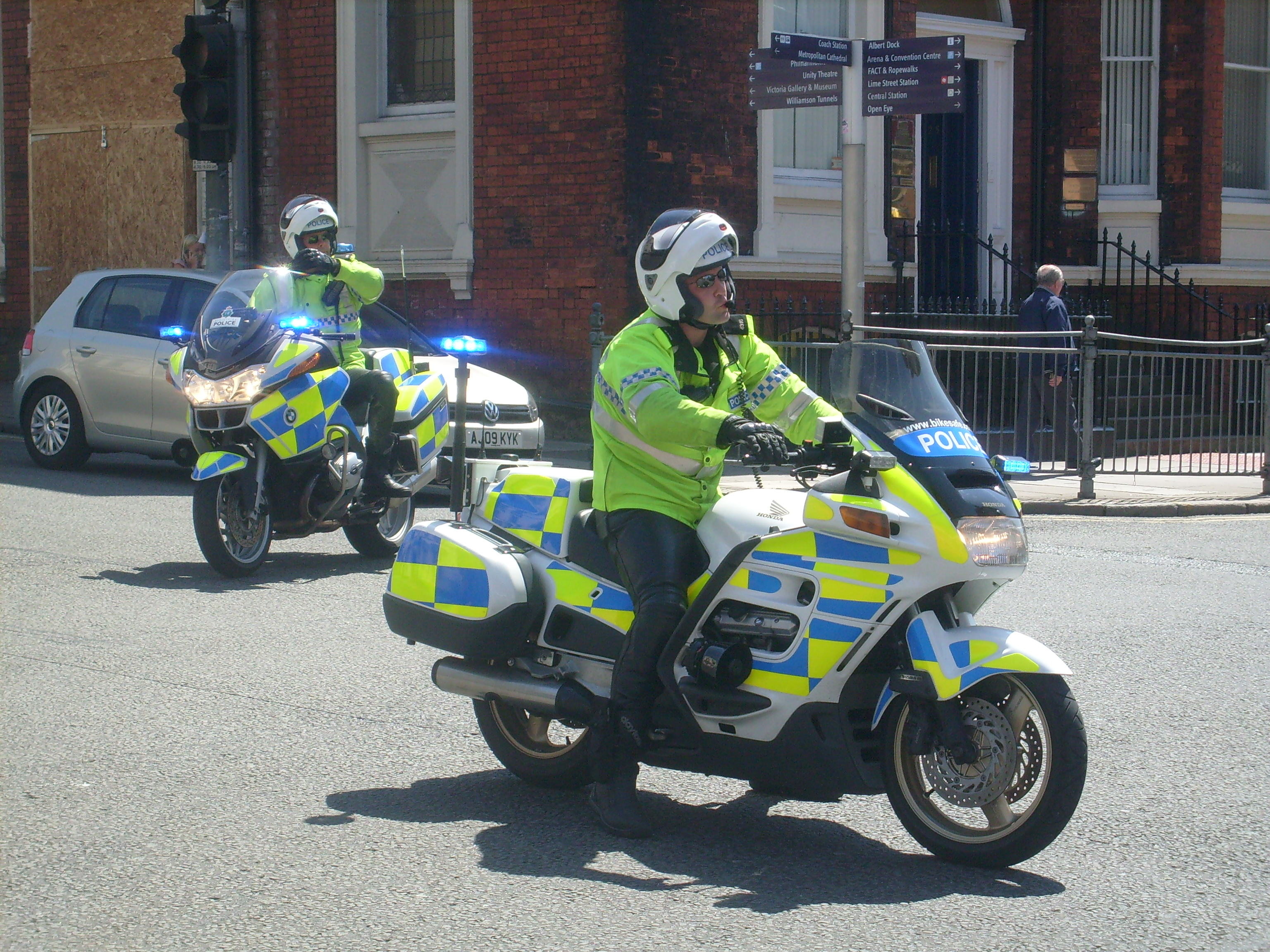
und in Liverpool

## Gebrauchtmarkt
Durch die Einführung der ST 1300 im Jahr 2003 sanken die Gebrauchtpreise deutlich, da viele Eigner der ST 1100 sich sofort unbesehen die Nachfolgerin bestellten. War vorher keine gebrauchte ST unter 8.000 Euro zu bekommen, waren plötzlich STs unter 100.000 km schon ab 4.000 Euro auf dem Gebrauchtmarkt. Die Preise zogen danach wieder etwas an, da viele ST 1300-Besitzer wieder zurück zur ST 1100 wechselten. Auch 12 Jahre nach Auslaufen der Produktion blieb die Honda selbst mit hohen Laufleistungen ein gefragter Supertourer. 2015 ist eine gepflegte ST 1100 mit hoher Laufleistung schon ab 2.500 Euro zu bekommen.

## Treffen und Szene
Das jährliche Europatreffen Pan Gathering der Fahrer und Freunde der ST 1100/1300 wird jedes Jahr in einem anderen Land abgehalten. Passend zur Zielgruppe ist das kein Campingtreffen, sondern findet meist in großen Hotels statt.

## Kurioses
- 1967 und 1969 initiierte Klacks Ernst Leverkus von der Zeitschrift Motorrad zwei 24-Stunden-Fernfahrten Hamburg–Wien–Hamburg mit mehreren Moto Guzzi V7, um die Leistungsfähigkeit des großen Kardantourers mit V-Motor nachzuweisen.[42] 1996 wiederholte die Redaktion diesen Langstreckentest mit einer ST 1100 als legitimer Nachfolgerin des legendären Bahnburners Moto Guzzi V7.[43][44]
- Eine Pan European zieht auch einen Airstream Wohnwagen.
- Im amerikanischen ST Owners Club gibt es Auszeichnungen für jeden, der mit seiner ST 1100 die 100, 150, 200, 250, 300 und 350 Tausend Meilen überschreitet. Dabei zählt nur die Fahrleistung mit ein und demselben Motorrad. In den Jahresauswertungen der letzten Jahre liegen die Spitzenreiter mit ihren ST 1100 dort zwischen 60.000 und 100.000 Meilen pro Jahr. Mit Stand Ende März 2015 gibt es eine 1998er ST 1100 von Alex aus Bethel, NY mit mehr als 350.000 Meilen (563.270 km) Laufleistung, zwei mit mehr als 300.000 Meilen, vier mit mehr als 200.000 Meilen, zehn mit mehr als 150.000 Meilen und 30 ST 1100 mit mehr als 100.000 Meilen (160.934 km).
- Die Langstreckenqualitäten der Maschine werden gerne von Mitgliedern der Iron Butt Association genutzt, deren Sport darin besteht, innerhalb von 24 Stunden 1000 Meilen (1.600 km) oder mehr mit dem Motorrad zurückzulegen.[45]